# 수안역
수안(동래읍성임진왜란역사관·힘찬병원)역(Suan station, 壽安驛)은 대한민국 부산광역시 동래구 수민동과 명륜동에 걸쳐 있는 부산 도시철도 4호선의 지하철역이다. 온천천 하저터널로 동래역과 연결된다.

## 역사
- 2011년 1월 28일 : 동래읍성임진왜란역사관 개관
- 2011년 3월 30일 : 부산 도시철도 4호선 개통과 함께 영업 개시

## 개요
근처에 동래구청이 있으며, 부산 도시철도 4호선의 역들 중 3번째로 이용객이 많다. 2005년 수안역 건설 현장에서 조선 전기 동래읍성의 해자가 발견되어 발굴조사가 이루어졌다. 부산교통공사에서는 수안역을 테마역으로 만들기로 결정, 역사 내에 동래읍성 임진왜란 역사관 박물관을 조성하여 2011년 1월 28일에 개관하였다.

## 역 구조
2면 2선의 상대식 승강장을 갖춘 지하역이며, 스크린도어가 설치되어 있다. 출구는 8개다. 1·3번 출구는 명륜동에 있고, 2·4~8번 출구는 수안동에 있다.

### 승강장
| 동래 ↑ |
| \| 상  |
| ↓ 낙민 |

| 상행 | ● 부산 도시철도 4호선 | 동래·미남 방면             |
| 하행 | ● 부산 도시철도 4호선 | 낙민·충렬사·고촌·안평 방면 |

- 대합실을 통과해 반대쪽 승강장으로 이동 할 수 있다.

## 사진

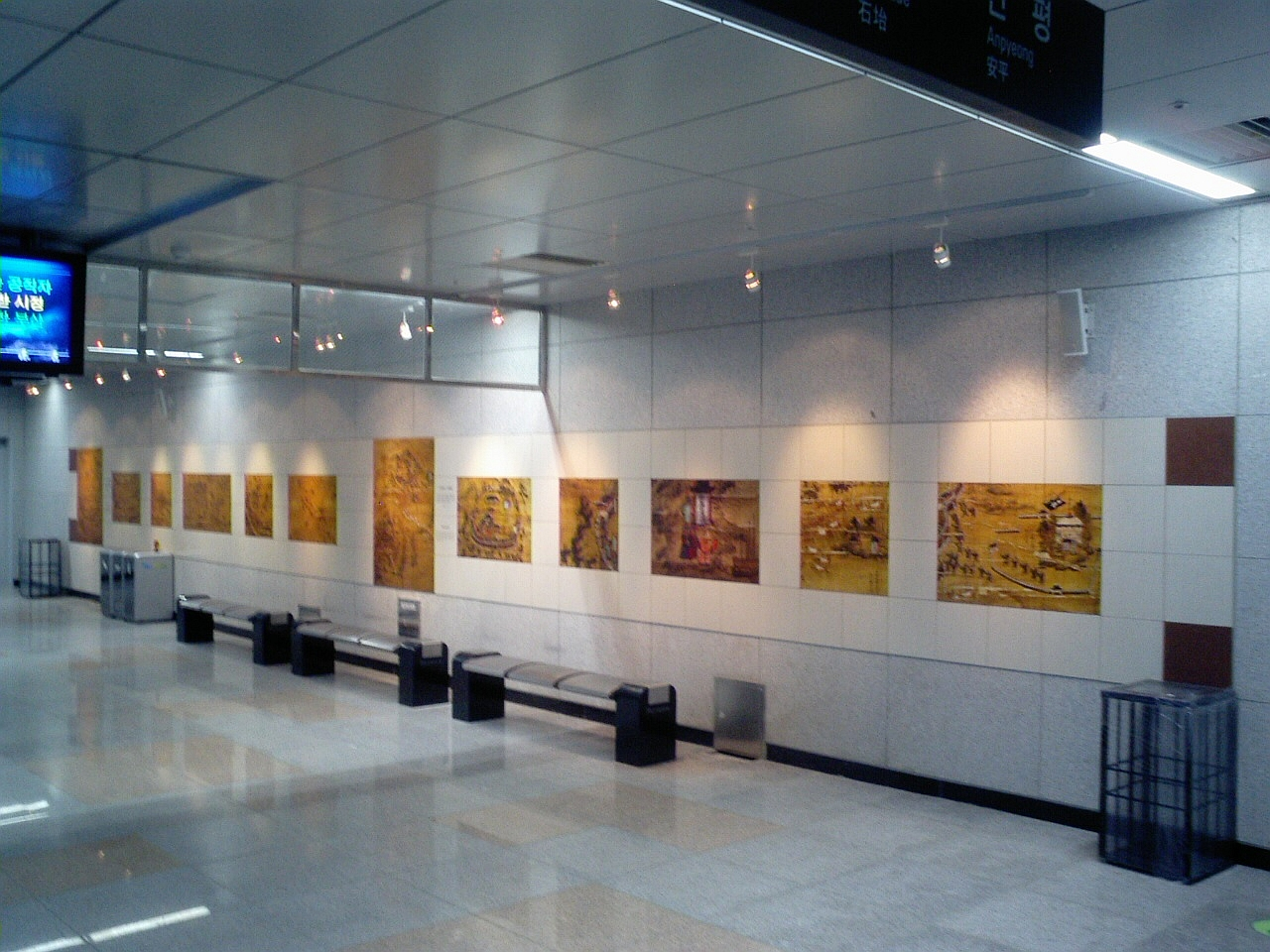
승강장에 설치된 벽화
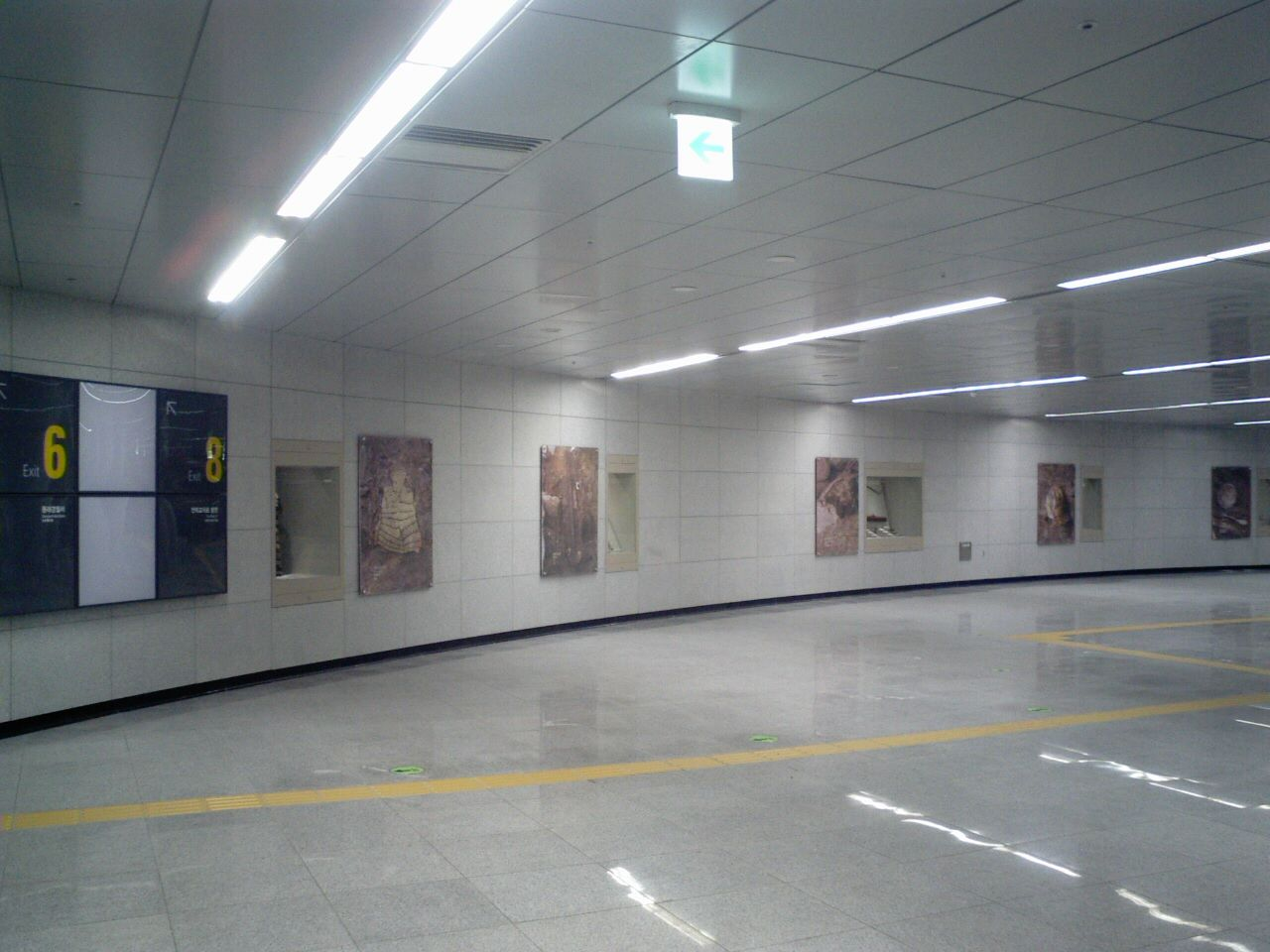
대합실에 전시된 유물
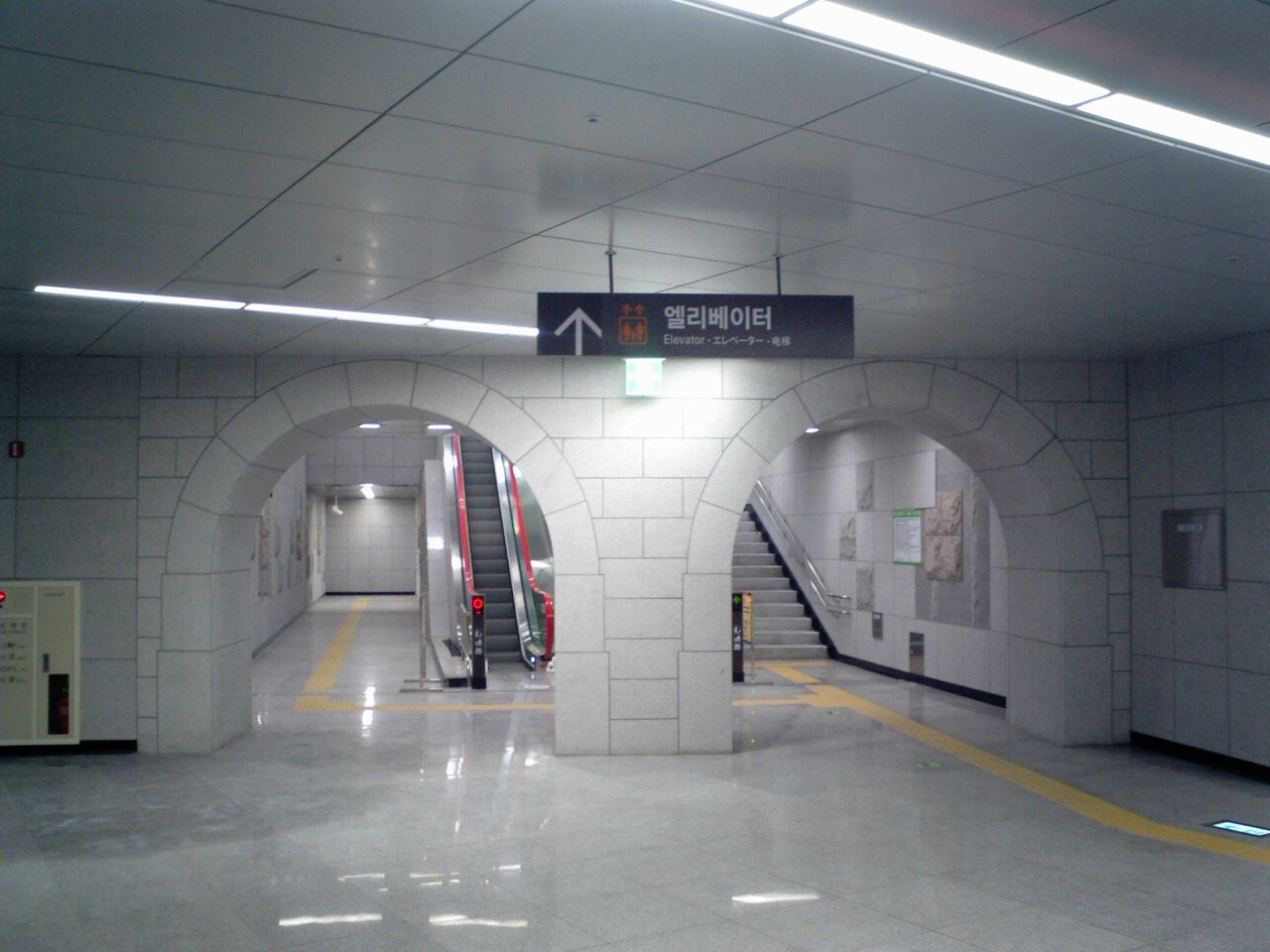
6번ㆍ8번 출입구 아치
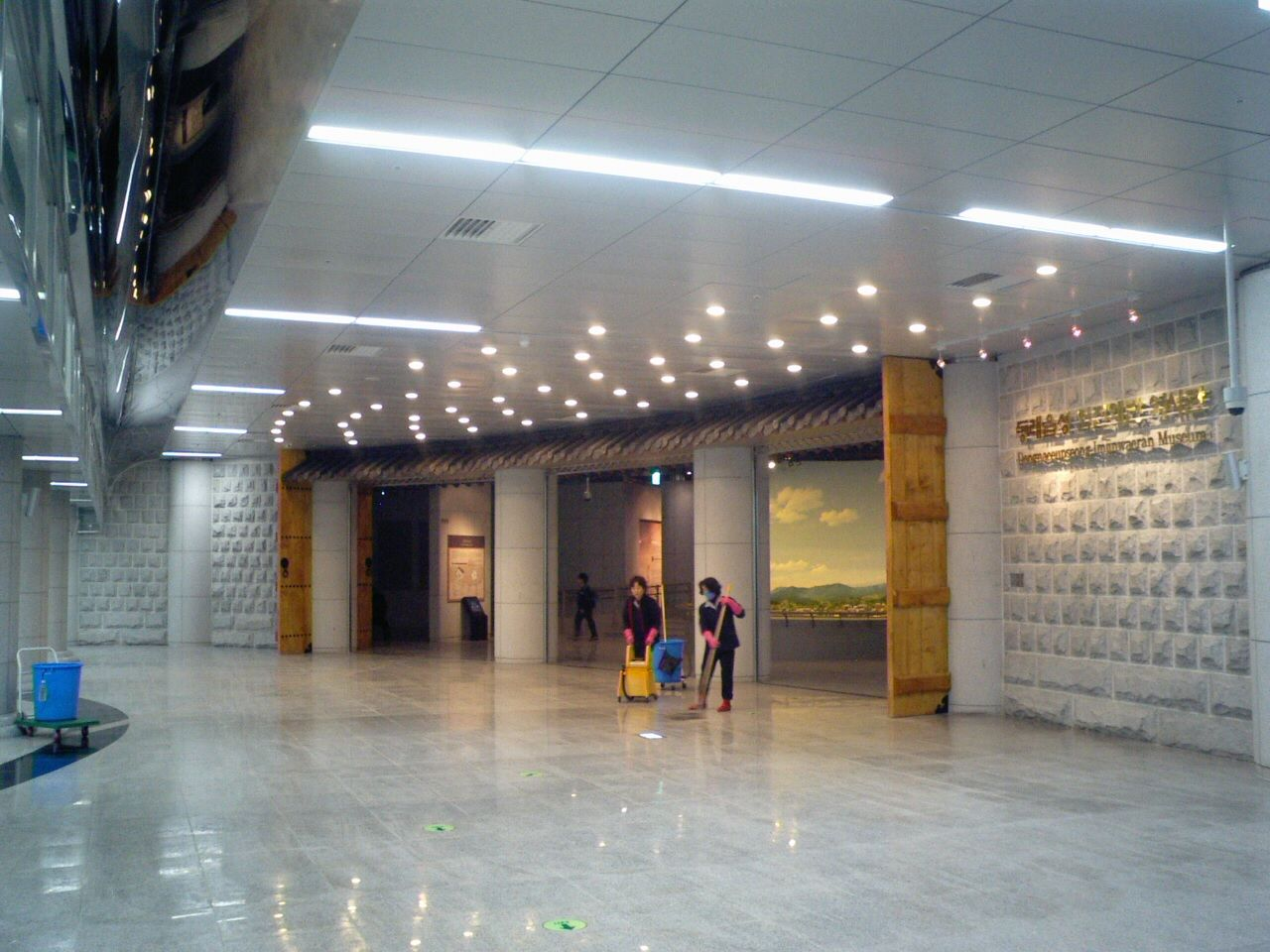
동래읍성임진왜란역사관

## 역 주변
- 부산은행 수안동지점
- 신한은행 동래지점
- 하나은행 동래지점
- 동래교차로
- 한국기독교 선교박물관
- 동래경찰서
- 수안동우체국
- 명륜초등학교
- 명륜1번가
- 메가마트 동래점
- 동래시장
- 수안119 전센터

## 승차량 변동
| 노선  | 승차 인원 | 승차 인원 | 승차 인원 | 승차 인원 | 승차 인원 | 승차 인원 | 주 석 |
| 노선  | 2011년    | 2012년    | 2013년    | 2014년    | 2015년    | 2016년    | 주 석 |
| ----- | --------- | --------- | --------- | --------- | --------- | --------- | ----- |
| 4호선 | 2346      | 2730      | 2905      | 3189      | 3395      | ?         | [ 3 ] |

## 인접한 역
| 부산 도시철도 4호선           | 부산 도시철도 4호선   | 부산 도시철도 4호선 |
| ----------------------------- | --------------------- | ------------------- |
| 402 동래 (도시철도) 미남 방면 | ● 부산 도시철도 4호선 | 404 낙민 안평 방면  |